# Garypus floridensis
Garypus floridensis es una especie de arácnido del orden Pseudoscorpionida de la familia Garypidae.

## Distribución geográfica
Se encuentra en Florida (Estados Unidos).